# Middlesex County (Massachusetts)
 For alternative betydninger, se Middlesex County. (Se også artikler, som begynder med Middlesex County)
Middlesex County er et amerikansk county i delstaten Massachusetts.
42°27′33″N 71°16′32″V / 42.459084°N 71.275566°V